# Chissey-lès-Mâcon
Chissey-lès-Mâcon é uma comuna francesa na região administrativa de Borgonha-Franco-Condado, no departamento Saône-et-Loire. Estende-se por uma área de 14,8 km². Em 2010 a comuna tinha 239 habitantes (densidade: 16,1 hab./km²).